# Ренон
Ренон (італ. Renon)  — муніципалітет в Італії, у регіоні Трентіно-Альто-Адідже,  провінція Больцано. Німецька назва — Ріттен (нім. Ritten).

## Географія
Ренон розташований на відстані близько 530 км на північ від Рима, 60 км на північний схід від Тренто, 9 км на північний схід від Больцано.
Населення — 7730 осіб (2014).

## Демографія
Населення за роками:

Станом на 1 січня 2023 року в муніципалітеті офіційно проживало 540 іноземців з 56 країн, серед них 288 громадян країн Євросоюзу та 14 громадян України.

## Сусідні муніципалітети
- Барб'яно
- Больцано
- Кастельротто
- Корнедо-алл'Ізарко
- Фіє-алло-Шиліар
- Сан-Дженезіо-Атезіно
- Сарентіно
- Вілландро